# WHRC
Koordinaten: 44° 53′ 9,4″ N, 91° 23′ 57,2″ W
WHRC, WHRC-FM oder auch WHRC-LPFM ist ein US-amerikanischer religiöser Hörfunksender aus Chippewa Falls im US-Bundesstaat Wisconsin. WHRC sendet auf der UKW-Frequenz 97,3 MHz. Eigentümer und Betreiber ist die Chippewa Falls Christian Radio, Inc.